# مقاطعة جايلز (فيرجينيا)
 مقاطعة جايلز  (بالإنجليزية:  Giles County)‏ هي إحدى المقاطعات في ولاية فيرجينيا في الولايات المتحدة الأمريكية.

## أعلام
- جيفرسون ستافورد